# Guy Baker
Guy Baker är en amerikansk vattenpolospelare och -tränare.
Baker är chefstränare för Kanadas damlandslag i vattenpolo sedan 2012. USA:s damlandslag i vattenpolo tog två VM-guld och tre OS-medaljer med Baker som tränare.
Baker var en framgångsrik collegespelare under studietiden vid University of California, Santa Barbara och California State University, Long Beach. Han utexaminerades år 1987 från det sistnämnda universitetet med engelsk litteratur som huvudämne och var senare verksam som tränare vid University of California, Los Angeles. Som spelare utmärkte han sig redan på 1970-talet i Indio High School i Indio i Kalifornien.
Baker valdes in i UCLA Athletics Hall of Fame 2014.